# Historia de la teoría de la membrana celular
La historia de la teoría celular se inicia con las primeras observaciones de células de organismos por microscopio en el siglo XVII; en el siglo XIX la ciencia concluyó que debía existir una barrera semipermeable  alrededor de la célula que separara a esta del ambiente exterior. El estudio del mecanismo de acción de las moléculas anestésicas condujo a la hipótesis de que la barrera o membrana celular debía estar compuesta de algún tipo de lípido, pero la estructura permaneció desconocida hasta una serie de experimentos   
en 1925, que indicaron que la membrana consistía en dos capas moleculares de lípidos, es decir, una bicapa lipídica. 
Durante las décadas siguientes del siglo XX, nuevos experimentos descubrieron la presencia de proteínas asociadas a la membrana celular, aunque hubo desacuerdos acerca de su función. En la década de los 70 apareció el modelo de mosaico fluido, según el cual las proteínas «flotan» libremente en la bicapa lipídica, abarcando la mitad o el espesor entero de la membrana. Este modelo, aun siendo simplista e incompleto, se usa ampliamente desde entonces.  

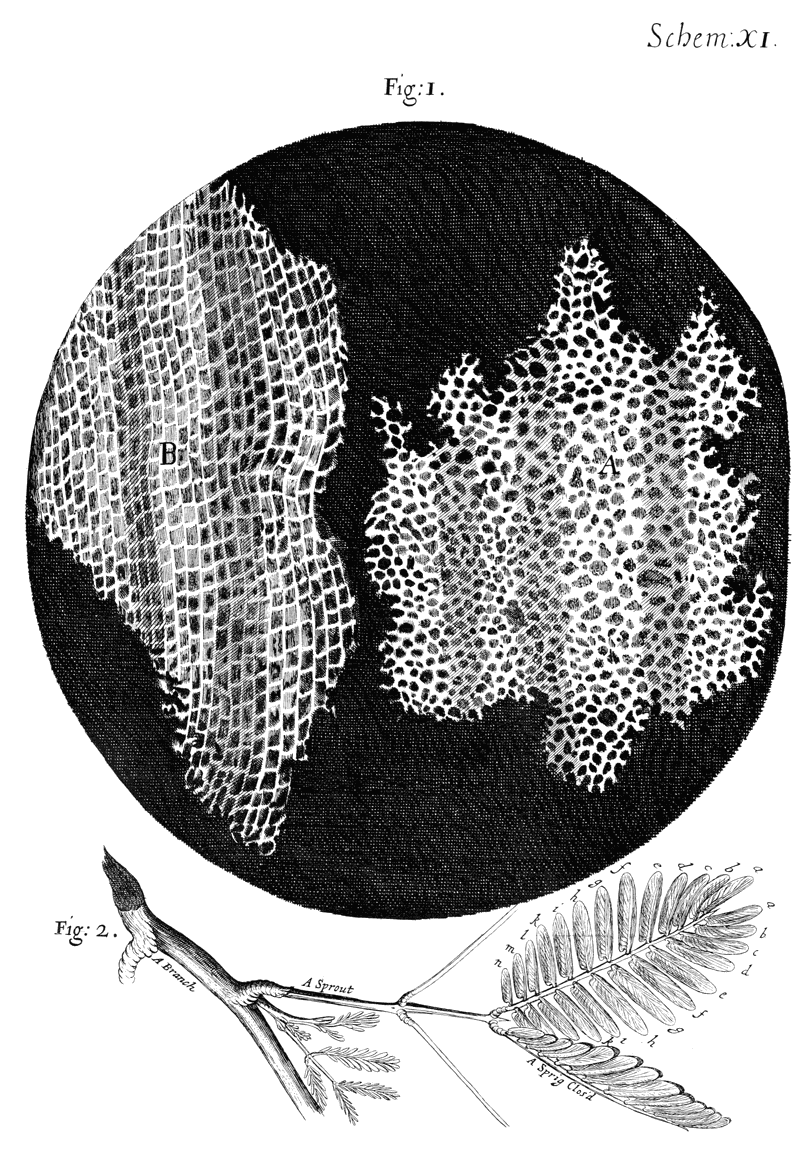
Boceto del corcho visto a través de un microscopio. El corcho fue uno de los primeros objetos examinados por Robert Hooke a través de su microscopio y encontró que estaba compuesto de cientos de pequeños bolsillos que nombró "células".

## Primeras teorías de la barrera
Desde la invención del microscopio en el siglo XVII se sabe que los tejidos de las plantas y animales están compuestos de células, término acuñado por Robert Hooke. La pared celular de las plantas era visible con gran claridad incluso con los primeros microscopios; por el contrario, en las células animales no se podía distinguir una estructura similar, aunque se pensaba que debía de existir. A mediados del siglo XIX, esta cuestión era un sujeto de investigación constante y Moritz Traube conjeturó que la capa externa de las células animales debía ser semipermeable para permitir el transporte de iones. Traube no tenía pruebas directas de la composición de esta capa, y concluyó erróneamente que estaba formada por una reacción interfacial del protoplasma celular con el fluido extracelular.
El primer investigador en inferir la naturaleza lipídica de la membrana celular fue Quincke, quien observó que una célula generalmente adopta la forma de una esfera en el agua y, cuando es partida por la mitad, forma dos esferas más pequeñas, al igual que el aceite. Quincke también se dio cuenta de que una capa delgada de aceite se comporta como una membrana semipermeable, precisamente como se había predicho para la membrana celular. Basándose en estas observaciones, Quincke concluyó que la membrana celular estaba formada por una capa de grasa líquida con un grosor inferior a los 100 nm. Más tarde, Hans Meyer y Ernest Overton observaron de manera independiente que las moléculas con propiedades anestésicas son generalmente solubles en agua y aceite; razonaron que, para pasar por la membrana celular, una molécula debía ser al menos parcialmente soluble en aceite, lo que denominaron como «teoría lipídica de la narcosis». Con base en esta evidencia y otros experimentos, concluyeron que la membrana celular estaba compuesta de lecitina (fosfatidilcolina) y colesterol. Una de las primeras críticas a esta teoría fue que no incluía un mecanismo para el transporte selectivo de sustancias a través de la membrana. Este problema permaneció sin respuesta casi medio siglo hasta que se descubrieron unas moléculas especializadas, nombradas proteínas integrales de membrana que podían actuar como bombas de transporte de iones.

## Descubrimiento de la estructura de la bicapa lipídica

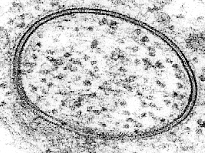
Una micrografía de la transmisión obtenida por un microscopio electrónico mostrando una vesícula de lípidos. Las dos bandas oscuras son los dos prospectos que conforman la bicapa. Imágenes similares tomadas en los cincuenta y sesenta confirmaron la naturaleza de la bicapa en la membrana celular.

A principios del siglo XX, se conocía la composición química de la membrana celular, pero no su estructura. Dos experimentos llevados a cabo en 1942 abordaron esta cuestión. En el primero de ellos, Hugo Fricke determinó un espesor de 3.3 nm para la membrana celular por medio de la medición de la capacidad eléctrica de una solución de eritrocitos. A pesar de que el experimento dio resultados exactos, las cabezas hidrofílica de la cadenas de fosfolípidos componentes de la membrana no aparecen en la medición de la capacidad eléctrica por estar completamente hidratadas; por lo tanto, Fricke midió solo el grosor del interior hidrofóbico, no el de toda la membrana, y concluyó erróneamente que la esta constaba solamente de una capa lipídica. En otro experimento, Gorter y Grendel atacaron el problema desde una perspectiva diferente: utilizaron un solvente para  extraer los lípidos del eritrocito y extendieron el material resultante en forma de monocapa en el aparato llamado balanza de Langmuir-Blodgett. Cuando compararon el área de la monocapa extraída con el área superficial de las células, encontraron una proporción de dos a uno. A pesar de demostrarse posteriormente varios problemas con este experimento, como una presión errónea de la monocapa, una extracción lipídica incompleta y un cálculo incorrecto del área superficial de la célula, la conclusión de que la membrana estaba compuesta por una bicapa lipídica era correcta. 
Una década más tarde, Davson y Danielli propusieron que la bicapa lipídica estaba recubierta por ambos lados con una capa de proteínas globulares. La cubierta proteica no tenía una estructura particular y estaba formada simplemente por la adsorción de las proteínas en solución. Este modelo es erróneo porque le adjudicaba las propiedades de la membrana a la repulsión electrostática de la capa proteica en lugar del costo energético de atravesar el núcleo hidrofóbico. El uso del microscopio electrónico a finales de los años 1950 facilitó una investigación más directa de la estructura de la membrana: tras hacer una tinción con metales pesados, Sjöstrand observó dos bandas delgadas y oscuras separadas por una región iluminada, lo que interpretó incorrectamente como una sola capa molecular de proteínas. J. David Robertson, en cambio, dedujo que las bandas oscuras y densas correspondían a grupos polares asociados con proteínas de las dos capas opuestas de lípidos. En este contexto, Robertson propuso el concepto de «unidad de membrana» según el cual la estructura de bicapa era común a todas las membranas celulares, así como a las membranas de los organelos. 

### Evolución de la teoría de membrana
Las ideas de una membrana semipermeable y de una barrera permeable a los solventes pero impermeable a las moléculas de soluto se desarrollaron al mismo tiempo. El término ósmosis data de 1827, y su importancia en los fenómenos fisiológicos quedó pronto patente, pero no fue hasta 1877 que el botánico Wilhelm Friedrich Philipp Pfeffer introdujo la teoría de la membrana en el contexto de la  fisiología celular y propuso que la célula estaba encapsulada por una superficie delgada, la membrana plasmática; el agua celular y los solutos, como los iones de potasio, formaban una solución diluida. En 1889, Hamburger usó la hemólisis de eritrocitos para determinar la permeabilidad de varios solutos. Al medir el tiempo hasta que las células se hinchaban hasta porposar su límite de elasticidad, pudo estimar la velocidad de penetración del tomando en cuenta el cambio en el volumen de la célula.  Overton —un primo lejano de Charles Darwin— fue el primero en proponer el concepto de una membrana plasmática lipídica en 1899.
La debilidad más grande de la teoría de la membrana lipídica era que no servía para explicar la alta permeabilidad al agua. Como solución a este problema, Nathansohn propuso en 1904 la teoría de mosaico, según la cual la membrana forma un mosaico de áreas conformadas por lípidos y áreas con un gel semipermeable. Ruhland refinó la teoría de mosaico con la adición de poros que permitieran el paso de moléculas pequeñas. Puesto que las membranas son generalmente menos permeables a los aniones, Leonor Michaelis concluyó que los iones se adherían a las paredes de los poros, y modificaban así la permeabilidad de los poros a otros iones por repulsión electrostática. Michaelis demostró la existencia del potencial de membrana en 1926 y propuso que estaba relacionado con la distribución de iones a través de la membrana. En 1939, Harvey y Danielli plantearon un modelo de membrana con una bicapa lipídica cubierta en cada lado por una capa de proteínas para explicar los resultados de las medidas de la tensión superficial. En 1941, Boyle y Conway demostraron que la membrana del músculo en reposo de una rana era permeable a los iones K+ y Cl-, pero no al Na+; este experimento demostró que la hipótesis de cargas eléctricas en los poros era innecesaria, puesto que estos podían simplemente tener un tamaño que permitiera el paso de los iones K+, H+ y Cl- pero no de los iones más grandes, como Na+, Ca+ y Mg++.

### Desarrollo del concepto de la bomba de membrana
Con el uso de isótopos trazadores radiactivos se probó que las células no son impermeables al ion Na+. Este resultado era difícil de explicar con la teoría de la barrera de membrana, por lo que surgió la hipótesis de la existencia de una bomba de sodio que retirara el Na+ de la célula. Este nuevo concepto sugería que las células están en un estado de equilibrio dinámico, y emplean constantemente energía para mantener los gradientes iónicos. En 1935, Karl Lohmann descubrió el ATP y su rol como una fuente de energía para las células, e introdujo el  concepto de una bomba de sodio impulsada por el metabolismo. El trabajo  de Hodgkin, Huxley y Katz, que lograron explicar correctamente los potenciales de la membrana celular mediante ecuaciones diferenciales, supuso un importante apoyo para la hipótesis de la bomba de sodio.

## Modelo de mosaico fluido

Diagrama de una membrana celular mostrando proteínas de membrana integrales y periféricas.

Durante la misma época del desarrollo del modelo de la bicapa, Paul Mueller y Donald Rudin consiguieron estabilizar membranas protelipídicas bimoleculares in vitro y estudiar sus propiedades. Al extender una de estas bicapas sobre una apertura, determinaron que exhibía fluidez lateral, alta resistencia eléctrica y capacidad de autorreparación en caso de punción. Estas bicapas pasaron a conocerse como BML aunque desde el inicio el significado de este acrónimo ha sido ambiguo. A principios de 1966, BML era usado para referirse a una «membrana lipídica negra» o a una «membrana lipídica bimolecular».
Frye y Edidin demostraron conclusivamente la misma fluidez lateral en la superficie celular en 1970, cuando fusionaron dos células etiquetadas con diferentes marcadores fluorescentes vinculados a la membrana, y vieron cómo las dos superficies se mezclaban al formar una sola. Los resultados de este experimento fueron clave para el desarrollo en 1972 del modelo de «mosaico fluido» en la membrana celular por Singer y Nicolson. De acuerdo con este modelo, las membranas biológicas están compuestas de una bicapa lipídica pura que las proteínas penetran  ya sea hasta la mitad o la totalidad de la membrana. Estas proteínas flotan libremente en la bicapa líquida. El modelo de mosaico fluido no fue el primero en implicar una estructura de membrana heterogénea: a principios de 1904, Nathansohn ya había propuesto que la membrana formaba un mosaico acuoso con regiones permeables e impermeables. Sin embargo, el modelo de mosaico fluido fue el primero en incorporar todos los elementos —un fluido, canales de membrana y diversos modos de acoplamiento entre la bicapa y las proteínas de membrana— reuniéndolos en una sola teoría.

## Investigación moderna
La continua investigación de la membrana celular ha revelado algunas sobresimplificaciones en las teoría de mosaico fluido. Por ejemplo, se ha descubierto que las proteínas de canal iónico no son simples contenedores de agua que fluye a través de su centro, excepto en el caso de los complejos de poros nucleares, que contienen un canal de agua de 9 nm. Similarmente, la difusión libre en la superficie celular no es omnipresente, sino que suele limitarse a las áreas donde solo es necesario atravesar unos pocos nanómetros. Este límite a la fluidez lateral es debido a los anclajes del citoesqueleto, la separación de la fase lipídica y la agregación de estructuras proteicas. Estudios recientes también indican que la parte de la membrana plasmática con una composición exclusivamente lípidica es menor de lo que se pensaba y que la mayor parte de la superficie celular está asociada con alguna proteína. A pesar de estas nuevas observaciones, el modelo de mosaico fluido es todavía popular y a menudo se usa para proporcionar una noción general de la estructura de las membranas biológicas.

## Teorías obsoletas
El modelo de mosaico fluido, según el cual la membrana plasmática es una bicapa lipídica que incorpora canales de iones, bombas y transportadores asociados, es generalmente aceptado. Varias hipótesis alternativas desarrolladas en el pasado han sido rechazadas. Por ejemplo, Golbert Ling propuso que la ósmosis, la permeabilidad y las propiedades eléctricas de la membrana tienen su origen en las propiedades del protoplasma de las células y no de la membrana misma; esta teoría niega la importancia de la bicapa lipídica.
Procter y Wilson (1916) demostraron que los geles, que no tenían una membrana semipermeable, se hincharían en disoluciones. Jacques Loeb (1920) también estudió la gelatina de manera extensiva, con y sin la membrana, mostrando que más propiedades atribuidas a la membrana plasmática podían duplicarse en los geles sin necesidad de una membrana. En particular, descubrió que la diferencia entre el potencial eléctrico de una gelatina y el medio externo podía depender de la concentración de H+.
En los años treinta, la teoría de la membrana vigente fue objeto de varias críticas, basadas en observaciones tales como la capacidad de algunas células de hincharse e incrementar su área superficial en tres órdenes de magnitud: una capa lipídica no se podría estirar hasta ese punto sin que se formaran hoyos y perdiera sus propiedades de barrera. Estas críticas estimularon el estudio de la hipótesis del protoplasma como el principal agente determinante la propiedad de la permeabilidad celular. En 1938, Fischer y Suer propusieron que el agua en el protoplasma no se encontraba en forma libre, sino combinada químicamente con otras moléculas, y que el protoplasma estaba conformado por la combinación de proteínas, agua y sal. En apoyo de su teoría, observaron la similitud básica entre la hinchazón en tejidos y en geles de fibrina. Dimitri Nasonov (1944) consideraba a las proteínas como responsables de muchas características celulares, incluyendo las propiedades eléctricas.
Hacia los años cuarenta, existía un número de teorías que no estaban tan bien desarrolladas como la teoría de la membrana. La monografía titulada Permeabilidad en las células, publicada en 1941 por Brooks & Brooks las rechazó a todas en conjunto.

## Literatura adicional
- M Edidin."Lipids on the frontier: a century of cell-membrane bilayers." Nature Reviews Molecular and Cellular Biology, (2003) 4, 414-418.
- J D Robertson. “Membrane structure.” The Journal of Cell Biology. (1981) 91. 189s-204s.

- Datos: Q18349623